# 第十三号型駆潜艇

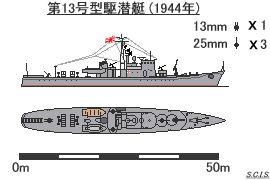
第13号型駆潜艇艦型図、1944年。

第十三号型駆潜艇(第13号型駆潜艇、だいじゅうさんごうがたくせんてい、旧字で第十三號型驅潜艇)は日本海軍の駆潜艇の艦級(クラス)。
15隻が建造され、太平洋戦争によって9隻が失われた。

## 概要
昭和14年(1939年)度の④計画により4隻、昭和15年(1940年)度臨時軍事費で7隻、昭和16年(1941年)度艦艇製造費で4隻が計画され、1941年(昭和16年)11月までに完成予定とされた駆潜艇。
各艦は1940年(昭和15年)7月から1942年(昭和17年)1月までに竣工した。
沿岸防備を目的として建造されたため、排水量は少なく外洋向けの船ではなかったが、太平洋戦争の勃発に伴う護衛艦艇の不足によって、外洋を航行する船舶の護衛任務も行うこととなった。
対空装備は貧弱で、計画時は高角砲1門と13 mm連装機銃1基のみである。とはいえ、従来の日本海軍の駆潜艇は機銃のみであったことを考慮すれば、高角砲の装備は大進歩とも言える。
後に、25 mm機銃などの増設が行われたものの、喪失艇のほとんどは航空攻撃によって失われている。
兵装は、防盾なしの高角砲を前甲板に配置し、後部甲板は爆雷装備となっている。
第15号がガトー級潜水艦「ワフー」を、
第18号がガトー級潜水艦「アンバージャック」をそれぞれ他艦と共同で、
第24号がタンバー級潜水艦「トライトン」を単独で撃沈した。
第二八号型駆潜艇(、第六十号型駆潜艇)は本型の艦尾水面上の形状を変更し、船殻、艤装などが簡易化された。
なお日本海軍の定めた艦艇類別等級では、第28号型(第28号から第59号)、第60号型(第60,61,63号)を含めて全て第十三号型(第13号除籍後は第十四号型)としている。

## 艦型

### 計画
第四次補充計画(④計画)として1938年(昭和13年)に計画に着手した。
従来の日本海軍駆潜艇は速力20ノット以上が要求され、船体の軽量化のために薄板を使用した細密構造となり、機関は軽量大馬力になって、いずれも量産には向かない設計だった。
本計画に当たって軍令部の要求の一つに「急速建造が容易なこと」が条件に付けられた。
基本計画番号はK8、仮称第180号艦型とされた。

### 船体
船体は部材を減らして組立を容易にし、また船体を頑丈にして水中聴音機に振動を与えないよう、
商船式の厚板を使用した。
これにより小さな造船所でも建造が可能になった。
また水中聴音機の性能確保のために吃水を深くした。
これは大型のディーゼルエンジンを搭載するには好都合だった。
吃水が深いために船体の長さが短く、幅が広くなった。
重心降下のために船底外板を極度に厚くし、更に約10トンの固定バラストを搭載した。
このため復原性は良好であった。
また凌波性の確保のため、艦首には強いシアを付け、前甲板にはタートル・バックに近い大きなキャンバーを付した。
艦首はクリッパー・バウで凌波性向上になったが、
戦時急造には向いていなかった。
凌波性、居住性改良のために艦型は大型になり、
排水量は公試状態で460トンと第4号型から約1.5倍となった。
工事簡易化と商船式鋼材や主機の使用に対して計画時の重量見積が甘く、実際の排水量と差が大きくなってしまった(#排水量参照)。
また船底の厚板が必要以上に厚く(キール16 mm、Aストレーキ14 mm、Bストレーキ12 mm)、鋼材の浪費と速力の低下を招いた。

### 機関
機関には商船形式の中級型ディーゼルエンジン(二十三号八型内火機械)を採用、要求速力は16ノットに低下し(第4号型では20ノット)、2軸で1,700馬力が必要とされた。
航続距離は14ノットで2,000カイリあり、太平洋戦争では遠距離の船団護衛にも従事して好評だったという。
遠距離の船団護衛には航続距離が不足していた、とする意見もある。
舵取機械は電動油圧2馬力を1基、揚錨機械は電動12馬力を1基装備した。

### 兵装
従来装備の40 mm機銃(連装1基)では潜水艦の内殻を貫通出来ないとして、新計画の8 cm高角砲1門装備に切り替え、徹甲性のある砲弾が供給された。
機銃は13 mm連装機銃1基を装備した。
対潜兵装は九四式投射機2組、投下軌道(6個載)1条を装備、
九五式爆雷36個を搭載した。
水測兵装は九三式探信儀一型、九三式水中聴音機を各1基装備、水中聴音機の区画には真水が充填された。
無線兵装として特五号送信機1組、特受信機2組、超短波無線電話装置1組を装備、4艇中2艇(または司令艇となる3艇中1艇)は更に特受信機1組、中波無線電話装置1組を追加した。
電機兵装として40 kW・105 V直流ディーゼル発電機2基、1 kVA・55 V交流発電機2基を装備、75 cm探照灯1基を艦橋構造物上、羅針艦橋の後方に台を設けて設置した。
光学兵装等は九六式1.5 m測距儀1基、12 cm双眼鏡2基、九七式一型山川灯2基を装備した。

### 艤装
建造を容易とし、建造費を抑えるために諸装置は極力簡単にし、予備装置等も極力設置しないように努めた。
ただ、計画当時はそれぞれの担当部署の意見が強く、その徹底はできなかった。
ボート・ダビットは搭載艇が甲板の通行の妨げにならないようにラッフィング型に戻された(第4号型のダビットはラジアル型で搭載艇は甲板置き)。
搭載艇は6 m内火艇と6 mカッター各1隻を搭載、
6 m内火艇は駆潜艇の搭載艇に初めて採用された
(4号型では6 mカッターと6 m発動機付通船)。
主錨は普通型0.5トンを2丁、副錨は海軍型0.15トンを1丁、錨鎖は⌀23×8節(200 m)を2連装備した。
ホーサーとしての鋼索は曳船用に⌀24×175 mを1巻、艦尾繋留用に⌀22×75 mを2巻、繋留作業用に⌀20×100 mを1巻、横付け用に⌀20×50 mを2巻装備した。
その他のロープは、繋留作業用に⌀32×175 mのマニラ索を1巻、副錨用に⌀26×175 mの麻索を1巻、専索及雑用に⌀22×100 mの麻索を1巻装備した。

### 評価
本型は性能が良く、速力(16ノット)以外は極めて好評であったが、当初の目的だった量産には向かなかった。
計画によっては、もっと速力が大きく量産に向いた艦型が設計出来たと思われる。

## 竣工後の改正

### 排水量
基本計画時の公試排水量は460.00トン(固定バラスト約10.5トン)であったが、第13号の竣工時の公試排水量は433.878トン(固定バラスト17.9トン)と著しく軽く完成した。
第13号の完成実際値によって改正計画(第2回)となり、固定バラストは27トン、公試排水量は455.00トンに計画を改正、その後の艦はこの計画に依った。
第21号の公試排水量は竣工時で455.60トンとなっている。

### 保針性能
任務上旋回性能が重要であり、水中側面積比1/38の大きな舵を装備した。
しかしながら、船体の長さが短いこともあり逆に舵が効きすぎて保針が困難となった。
そこで舵の面積を若干小さくし、艦尾カットアップ部分から後方にデッドウッドを付加した。
結果は良好であり、以降の艦も同様に変更された。

### 駆潜隊
第13号竣工直後に駆潜艇は特務艇の艇種の一つから独立した艦艇となり、駆潜隊(3隻で1隊)が編成されることになった。
そのため司令が乗艦することになり、艤装が変更になった。
艇長室は予備室に変更され、上甲板の艦橋構造内に艇長室が新設された。
艦橋構造物内にあった烹炊所は艦橋の後方、煙突直前に上構を設けて移設された。
これにより烹炊所煙突の位置もマスト付近から、煙突前面に変更された。
完成していた艇では艇長室をそのまま司令室にし、
昭和15年(1940年)度建造の第17号からこれらの変更が実施された。
それ以前の第14号(1942年)や第16号(竣工時)の写真では改正がされておらず、
第15号では公試中とされる写真(軍艦旗、舷外電路共に無し)ではまだ改正前で、竣工後の写真(軍艦旗掲揚、舷外電路装着済み)では烹炊室が既に後方に移設されている。
また司令艇となる艇には無線機が増設された(#兵装参照)。

## 開戦後の兵装
大戦中は各艦に舷外電路が装備されていた。
たとえば第19号は竣工時(1941年9月20日)から装備しているのが確認できる。
初期は電線に木製カバーを装着していたが波浪による破損が多く、カバーを設けずに電線そのものを強化する方法に変更された。
兵装増備は各艦によって若干の違いがあるが、1944年(昭和19年)8月の第26号駆潜艇を例にすると25 mm単装機銃が艦橋前方に1挺、煙突前方2挺、それぞれ機銃台を設けて合計3挺装備された。
第23号(と第38号)では13 mm連装機銃に代わって25 mm単装機銃2挺が装備された。
また探照燈が前方に移設され、その位置に22号電探1基が装備された。
電探室は艇長室の上、艦橋後方の旗甲板の位置に増設され、艦橋構造物は更に巨大化した。
ただし第16号など調査時点で22号電探を搭載していない艇もある。
その他戦後撮影の写真から逆探の装備も確認出来る
対潜兵装としては九四式投射機は2基のまま、
爆雷投下軌道は改正された。
従来は爆雷を縦置きしていたが、爆雷庫内の搭載数を増加した時に横置きの軌道に改められた。
あ号作戦後の調査では投下軌道は1条のままであるが、
2条に強化されたとする文献もある。
日本海軍護衛艦艇史では、1944年時には投下軌道2条を推定としている。
戦後の写真では第19号は船体中心線上に1条装備のままであり、隣に繋留されている第20号は艦尾左右に張り出しが追加されているが、投下軌道が移設されたか、投下台を追加したかは写真からは不明である。
また第28号型ではあるが第43号では左右舷に投下台(左右各3基)を装備している。
元々復原性に余裕が有り、兵器の増備や防弾板を装備しても性能低下はほとんど無かった。

## 同型艦
- 艇番号：竣工日(建造所)。本籍、所属駆潜隊。喪失、除籍。または戦後の状況。

建造所は、鶴見=鶴見製鉄造船、玉=玉造船所、大阪=大阪鉄工所、日本鋼管鶴見=日本鋼管鶴見造船所(鶴見製鉄造船が会社変更)、播磨=播磨造船所、三菱横浜=三菱重工業横濱船渠、石川島=石川島造船所。

本籍は、横須賀=横須賀鎮守府、呉=呉鎮守府、佐世保=佐世保鎮守府。
- 第13号：1940年7月15日竣工(鶴見)[9]。本籍横須賀[51]、1941年3月31日第2駆潜隊[52]。1943年4月3日、岩手県沖にてアメリカ潜水艦ピカーレル(SS-177)の雷撃を受け沈没[17]、5月1日除籍[53]。
- 第14号：1941年3月31日竣工(玉)[9]。本籍横須賀[54]、第2駆潜隊[52]。1945年7月28日、三重県尾鷲市にて、アメリカ艦載機の攻撃を受け大破擱座、11月30日除籍[17]。後に解体[17]。
- 第15号：1941年3月31日竣工(大阪)[9]。本籍横須賀[54]、第2駆潜隊[52]。終戦時横須賀に所在、1945年11月30日除籍[17]。1948年解体[17]。
- 第16号：1941年4月5日竣工(日本鋼管鶴見)[9]。本籍佐世保[55]、1941年10月1日第21駆潜隊[56]。1944年7月4日、父島にてアメリカ艦載機の攻撃を受け沈没[17]、9月10日除籍[57]。
- 第17号：1941年7月31日竣工(石川島)[9]。本籍佐世保[58]、1941年10月1日第21駆潜隊[56]。1945年4月28日、五島列島付近でアメリカ潜水艦スプリンガー(SS-414)の雷撃により沈没[17]、5月25日除籍[59]。
- 第18号：1941年7月31日竣工(日本鋼管鶴見)[9]。本籍佐世保[58]、1941年10月1日第21駆潜隊[56]。1944年12月30日、ルソン島にてアメリカ艦載機の攻撃を受け沈没[17]。1945年3月10日除籍[60]。
- 第19号：1941年9月20日竣工(播磨)[9]。本籍呉[61]、1942年2月1日第12駆潜隊[62]。終戦時呉に所在[17]。佐世保で浸水着底し、1948年解体[17]。
- 第20号：1941年8月20日竣工(玉)[9]。本籍呉[63]、1942年2月1日第12駆潜隊[62]。終戦時呉で修理中、1948年解体[17]。
- 第21号：1941年8月20日竣工(大阪)[9]。本籍呉[63]、1942年2月1日第12駆潜隊[62]。終戦時舞鶴に所在、1945年10月5日除籍[17]。復員輸送に従事。1947年10月7日イギリスに引渡、その後解体[17]。
- 第22号：1941年10月12日竣工(三菱横浜)[9]。本籍佐世保[64]、1942年5月15日第23駆潜隊[65]。1944年2月19日、ニューアイルランド島にてアメリカ軍機の攻撃を受け沈没[17]、3月30日除籍[66]。
- 第23号：1941年11月15日竣工(播磨)[9]。本籍佐世保[67]、1942年5月15日第23駆潜隊[65]。終戦時青島に所在、1945年10月25日除籍[17]。復員輸送の後、1948年解体[17]。
- 第24号：1941年12月20日竣工(大阪)[9]。本籍佐世保[68]、1942年5月15日第23駆潜隊[65]。1944年2月17日、トラック島にてアメリカ駆逐艦バーンズ(DD-588)の砲撃を受け沈没[17]、4月30日除籍[69]。
- 第25号：1941年12月29日竣工(三菱横浜)[9]。本籍呉[70]、1942年5月1日第13駆潜隊[71]。1942年7月15日、キスカ島にてアメリカ潜水艦グラニオン(SS-216)の雷撃により沈没[17]、7月20日除籍[72]。2006年8月にグラニオン捜索チームがソナーで残骸を発見した。
- 第26号：1941年12月20日竣工(日本鋼管鶴見)[9]。本籍呉[73]、1942年5月1日第13駆潜隊[71]。1945年7月30日、朝鮮半島鎮海沖にて、アメリカ艦載機の攻撃を受け沈没、9月15日除籍[17]。
- 第27号：1942年1月28日竣工(石川島)[9]。本籍呉[74]、1942年5月1日第13駆潜隊[71]。1942年7月15日、キスカ島にてアメリカ潜水艦グラニオンの雷撃により沈没[17]、7月20日除籍[72]。2006年8月にグラニオン捜索チームがソナーで残骸を発見した。